# Stylephorus chordatus
Famille
Genre
Espèce
Stylephorus chordatus est une espèce de poissons abyssaux, la seule du genre Stylephorus lui-même unique représentant de la famille des Stylephoridae dans l'ordre des Lampridiformes.